# Kallenbroek
Kallenbroek est une localité des Pays-Bas appartenant à la commune de Barneveld.